# Phthiracarus endroedrii
Phthiracarus endroedrii är en kvalsterart som först beskrevs av Sandór Mahunka 1984.  Phthiracarus endroedrii ingår i släktet Phthiracarus och familjen Phthiracaridae. Inga underarter finns listade i Catalogue of Life.